# 대한민국 형사소송법 제216조
대한민국 형사소송법 제216조는 영장에 의하지 아니한 강제처분에 대한 형사소송법의 조문이다.

## 조문
제216조(영장에 의하지 아니한 강제처분) ① 검사 또는 사법경찰관은 제200조의2·제200조의3·제201조 또는 제212조의 규정에 의하여 피의자를 체포 또는 구속하는 경우에 필요한 때에는 영장없이 다음 처분을 할 수 있다.

1.타인의 주거나 타인이 간수하는 가옥, 건조물, 항공기, 선차 내에서의 피의자 수색. 다만, 제200조의2 또는 제201조에 따라 피의자를 체포 또는 구속하는 경우의 피의자 수색은 미리 수색영장을 발부받기 어려운 긴급한 사정이 있는 때에 한정한다.
2. 체포현장에서의 압수, 수색, 검증

②전항 제2호의 규정은 검사 또는 사법경찰관이 피고인에 대한 구속영장의 집행의 경우에 준용한다.

③범행 중 또는 범행직후의 범죄 장소에서 긴급을 요하여 법원판사의 영장을 받을 수 없는 때에는 영장없이 압수, 수색 또는 검증을 할 수 있다. 이 경우에는 사후에 지체없이 영장을 받아야 한다.

## 사례
- 인천삼산경찰서 생활질서계의 신모 경장 등은 지난 2008년 9월께 불법 게임장으로 의심되는 지역 주변을 돌다가 남자들이 들어가는 것을 보고 압수수색 영장 없이 게임장 안으로 진입해 등급분류를 받지 않은 '바다이야기' 게임기 47대를 발견, 압수하고 게임장 업주 강모씨 등을 적발한 행위는 위법하기 때문에 사법경찰관의 압수수색에 대해 저항한 행위(공무집행방해)는 위법하지 않다[1]

- A씨는 만취상태로 오토바이를 몰고 2km 정도 가다가 앞서 가는 차를 들이받는 교통사고를 내서 A씨는 의식을 잃은 채 병원 응급실로 후송됐고, 사고발생 시각으로부터 약 1시간 후에 사고신고를 받은 경찰이 병원 응급실로 출동했다. 경찰은 법원으로부터 압수영장을 발부받지 않은 채 A씨 아들에게 동의를 받아, 간호사에게 의식을 잃고 응급실에 누워 있는 A씨에 대한 채혈을 요청했다. 경찰은 A씨 혈액을 국립과학수사연구원에 감정의뢰해 혈중 알코올농도가 0.21%라는 결과를 얻었고 검찰은 이 결과를 증거로 A씨가 음주상태에서 오토바이를 운전했다며 도로교통법 위반혐의로 기소한 경우 사후영장을 받지 않아 위법하여 A는 무죄이다[2].

## 판례
- 음주운전자가 교통사고로 의식을 잃어 알콜농도 측정을 위한 혈액채취 등의 동의를 얻을 수 없다면, 경찰은 운전자의 혈액을 채취한 다음 법원에 압수영장을 신청하는 방법으로 혈중알콜농도 측정을 할 수 있다[3]

- 피고인의 동의 또는 영장 없이 채취한 혈액을 이용한 감정결과 등의 증거능력이 없다[4]

## 참고 문헌
- 홍영기. (2011). 영장 없는 압수·수색의 합법성 기준 - 형사소송법 제216조 제1항 제2호 해석론. 고려법학,(63), 115-150.
- 주현경. (2015). 체포·구속을 위한 피의자 수색 및 집행부수처분의 한계 — 형사소송법 제216조 제1항 제1호 및 제219조 해석론 —. 안암법학,(46), 391-424.
- 변종필. (2018). 형사소송법 제216조 제1항 제1호의 위헌성에 대한 검토. 비교형사법연구, 20(2), 109-132.
- 강동욱, 최용성. (2019). ｢형사소송법｣ 제216조 제1항 제1호의 위헌성에 관한 연구 - 심판대상조항의 해석론을 중심으로 -. 치안정책연구, 33(2), 131-162.
- 전학선. (2019). 체포영장 집행과 타인의 주거 수색 제한*131) - 헌법재판소 ‘형사소송법 제216조 제1항 제1호’ 사건에 대한 평석. 외법논집, 43(1), 115-138.
- 민영성, 김형규. (2018). 형사소송법 제216조 제3항의 적용 가능 범위에 대한 검토. 법학연구, 59(2), 83-112.
- 나기업. (2020). 형사소송법 제216조 제1항 제2호의 ‘체포현장’ 요건 해석 고찰. 외법논집, 44(2), 57-84.
- 신이철. (2020). 영장주의 예외인 형사소송법 제216조 제1항 제2호의 적용 요건과 효과. 사법, 1(53), 589-628.
- 신이철. (2021). 영장주의 예외인 형사소송법 제216조 제3항의 적용 범위와 사후영장. 형사법의 신동향,(70), 288-320.
- 이창섭. (2020). 형사소송법 제216조 제1항의 해석과 입법론. 비교형사법연구, 22(2), 1-31.

## 같이 보기
- 대한민국 헌법 제12조